# Zájezd (Česká Skalice)
Zájezd (německy Furt) je místní částí města Česká Skalice a leží v západním směru od centra České Skalice. Její nadmořská výška je 290 metrů. Podle posledního sčítání lidí, domů a bytů v roce 2001 měl Zájezd 72 domů, z nichž bylo 59 trvale obydleno. V 67 bytech žilo 192 obyvatel.

## Historie
Obec Zájezd byla údajně rytířským sídlem a podle místních v ní stávala snad i tvrz. První písemná zmínka o obci je z 26. srpna roku 1391 a pochází z Archivu kapituly pražské. Víme, že pak ves patřila Petru z Hasenburka, v 16. století Černínům z Černína, později Smiřickým ze Smiřic, v 17. a 18. století byla obec poddaná náchodské vrchnosti. Před rokem 1918 byla obec osadou Malé Skalice. V období 1918 až 1950 byla obec samostatná s vlastním starostou, v roce 1950 pak násilně sloučena s Českou Skalicí.

## Současnost
V obci působí sportovní klub Ruchadlo Zájezd, modelářský klub Triffid, Sbor dobrovolných hasičů a odbočka Svazu důchodců.

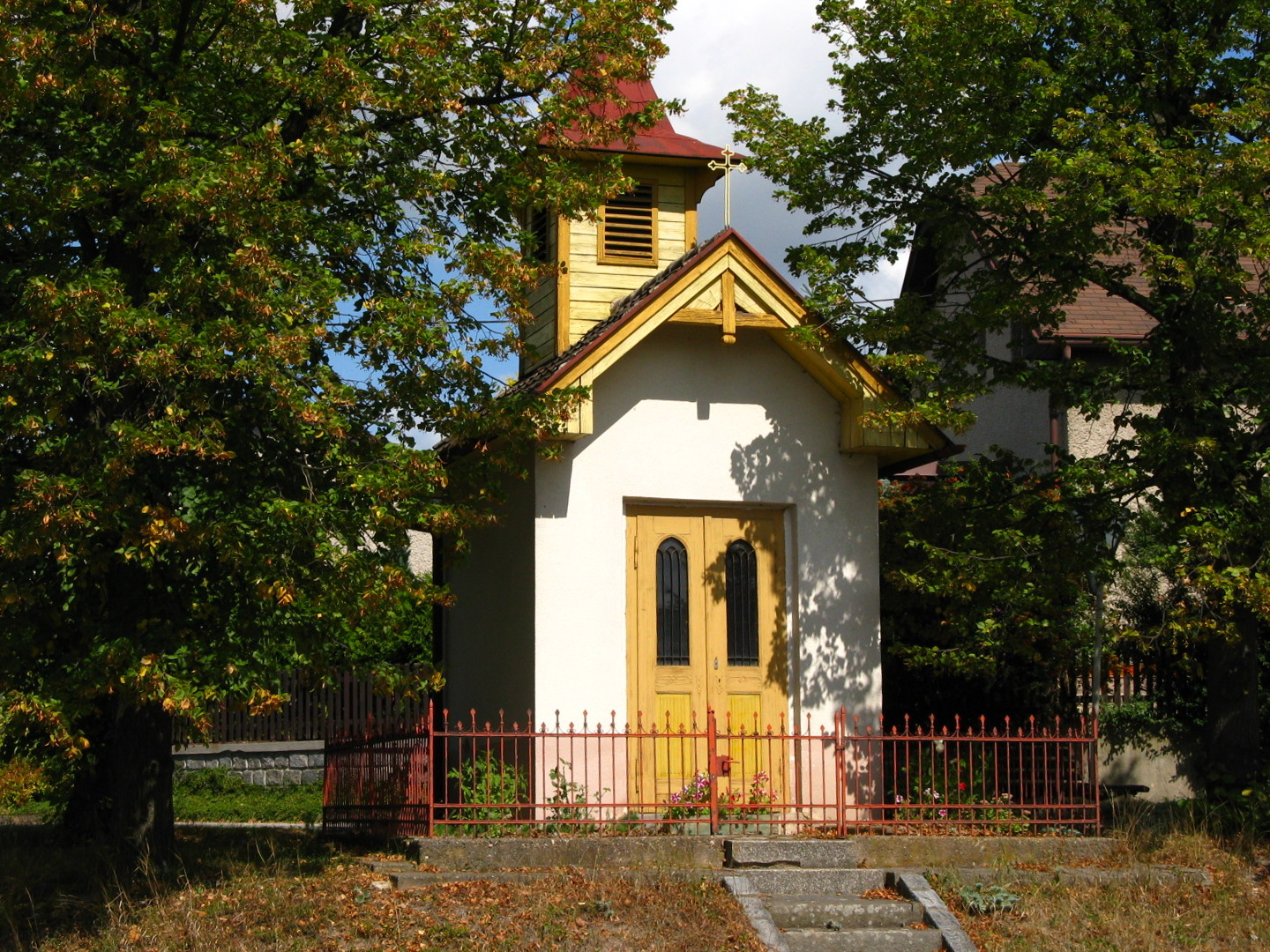
Zájezd – kaplička
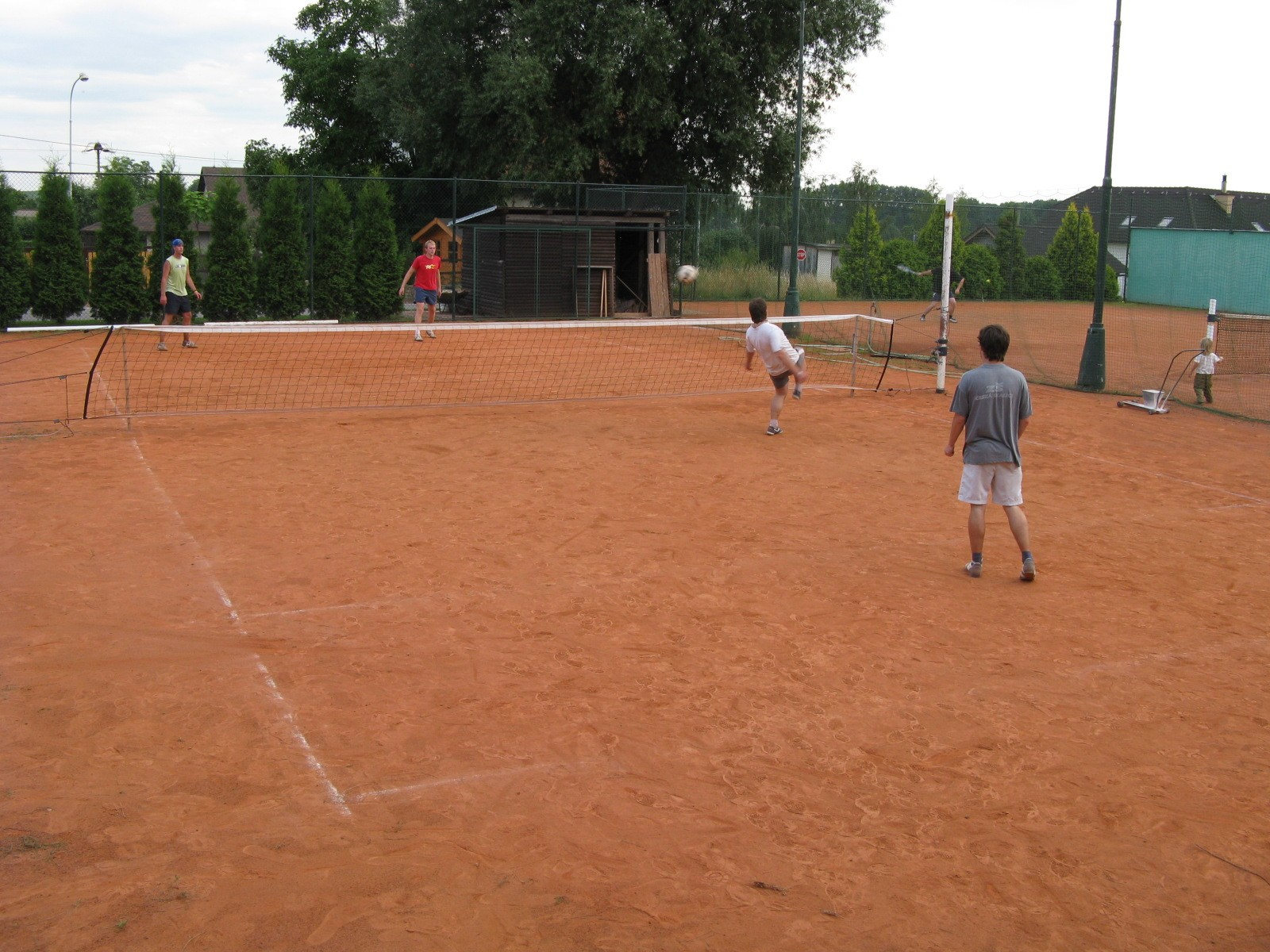
Zájezd – kurty
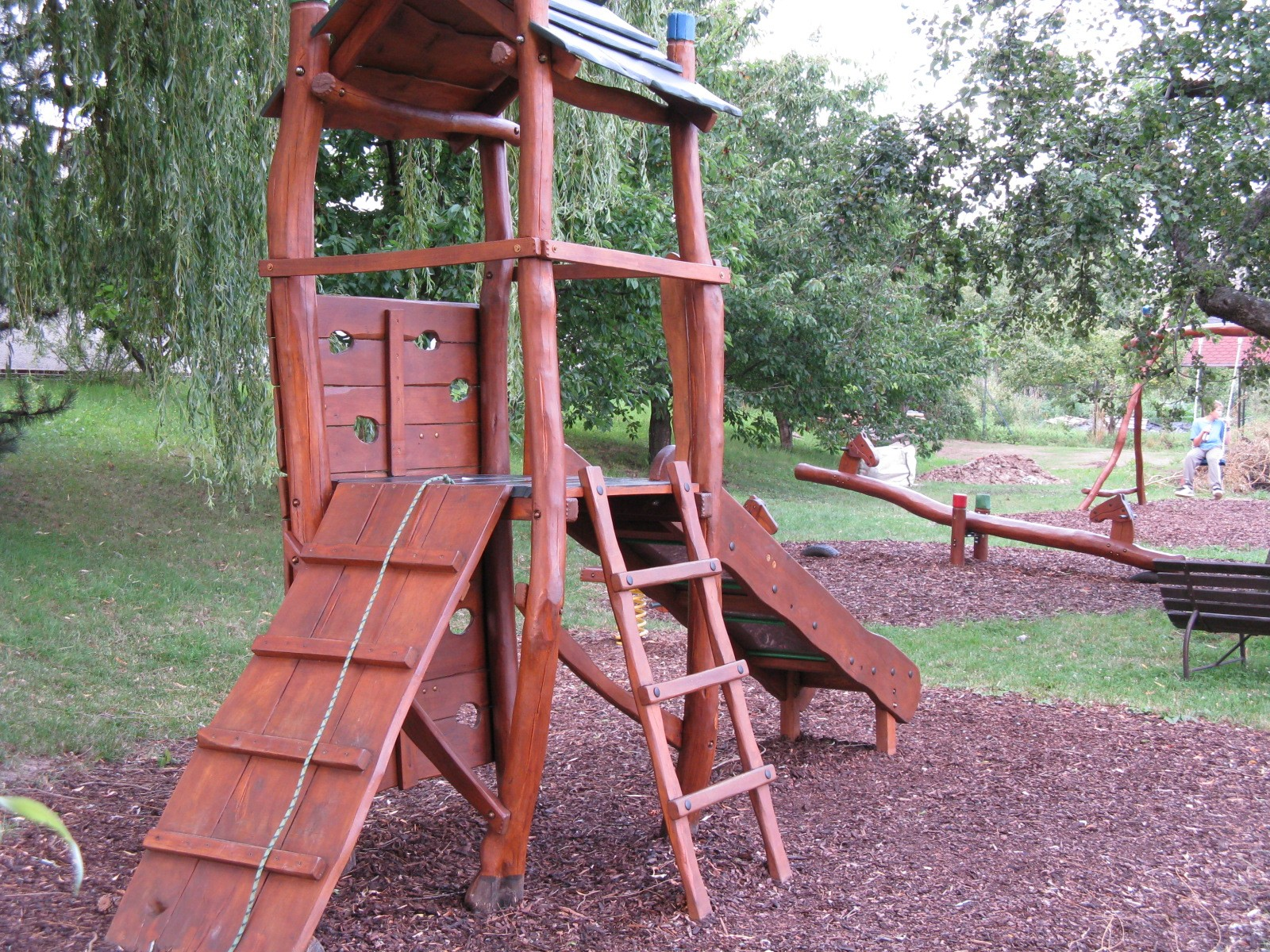
Zájezd – dětské hřiště
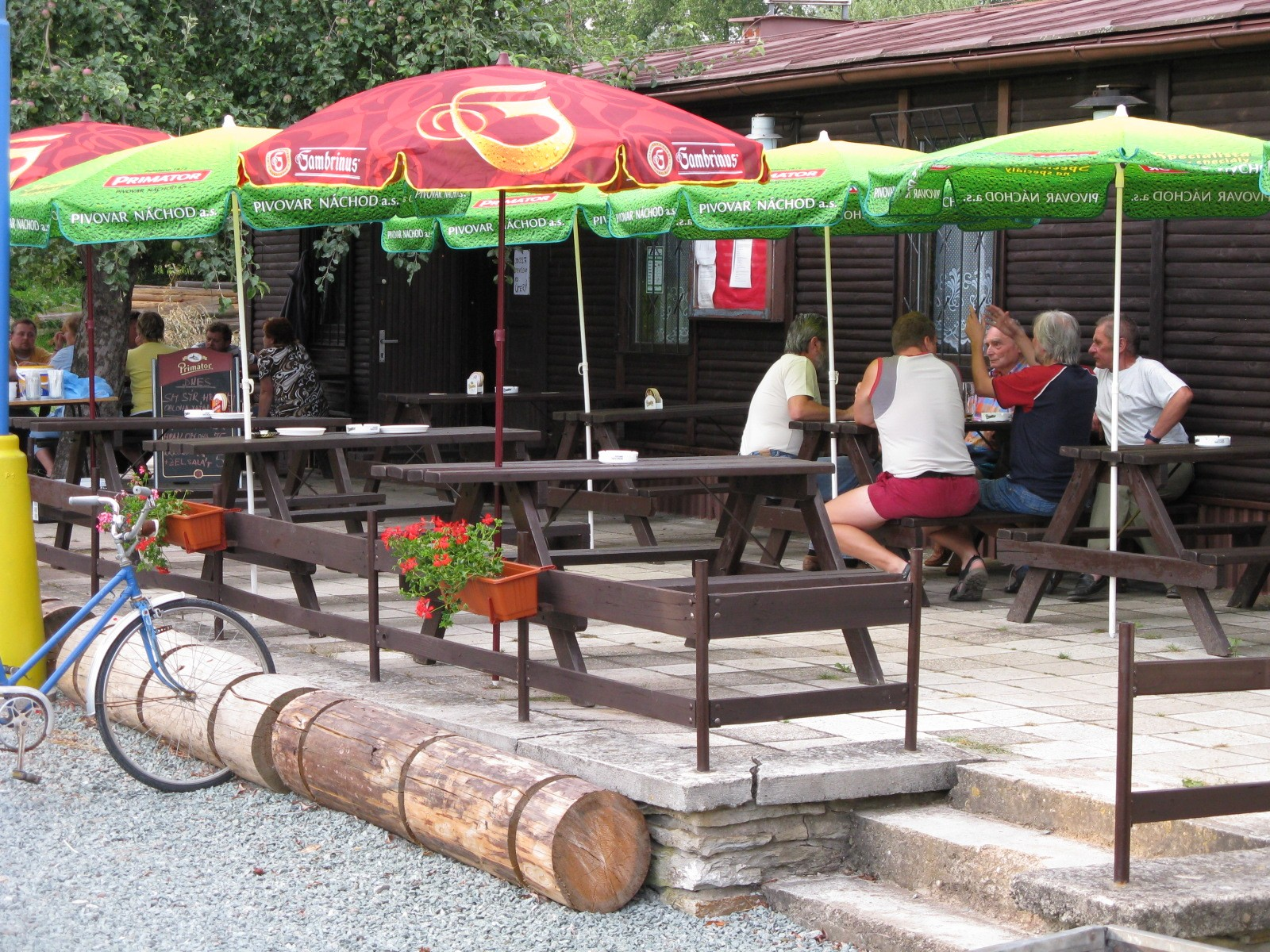
Zájezd – hospoda "Bouda"